# Strzegom
Strzegom là một thị trấn thuộc huyện Świdnicki, tỉnh Dolnośląskie ở miền tây nam Ba Lan. Thị trấn có diện tích 20 km². Đến ngày 1 tháng 1 năm 2011, dân số của thị trấn là 16517 người và mật độ 806 người/km².